# Sanktuarium Miłosierdzia Bożego w Płocku
Sanktuarium Miłosierdzia Bożego w Płocku – sanktuarium rzymskokatolickie, zwane też Betlejem Miłosierdzia Bożego. Zlokalizowane w dzielnicy Stare Miasto.

## Opis
Miejsce objawień Jezusa Miłosiernego jakie miała otrzymać św. Siostra Faustyna Kowalska ze Zgromadzenia Sióstr Matki Bożej Miłosierdzia. Tu 22 lutego 1931 roku s. Faustyna miała wizję Jezusa, który kazał jej namalować obraz Miłosierdzia Bożego i zażądał ustanowienia święta Miłosierdzia Bożego, którego przesłanie - orędzie mesjańskiego Chrystusa - z Płocka przez Wilno i Łagiewniki zostało przekazane całemu światu. Mylnie uważa się, że słowa Chrystusa zanotowane przez św. Faustynę Pragnę, aby ten obraz czczono w kaplicy waszej i na całym świecie dotyczą kaplicy z Krakowa-Łagiewnik. Chodzi właśnie o kaplicę przy Starym Rynku w Płocku.
W czerwcu 1950 roku, decyzją Prezydium Wojewódzkiej Rady Narodowej w Warszawie, zlikwidowano dom zakonny. Siostry przeniesiono do domu filialnego w Białej pod Płockiem, a budynki przejęło państwo. Siostry wróciły tutaj po 40 latach, w czerwcu 1990 roku. W związku ze wzrastającą liczbą pielgrzymów biskup płocki Stanisław Wielgus w dniu kanonizacji siostry Faustyny 30 kwietnia 2000 roku podniósł kaplicę do godności sanktuarium.
Od 2009 roku w sanktuarium znajduje się tzw. okno życia. Poświęcił je 25 marca biskup płocki Piotr Libera. W 2009 roku rozpoczęła się też rozbudowa obiektu. W planach jest m.in. powstanie nowej, obszernej świątyni.

## Nowa świątynia

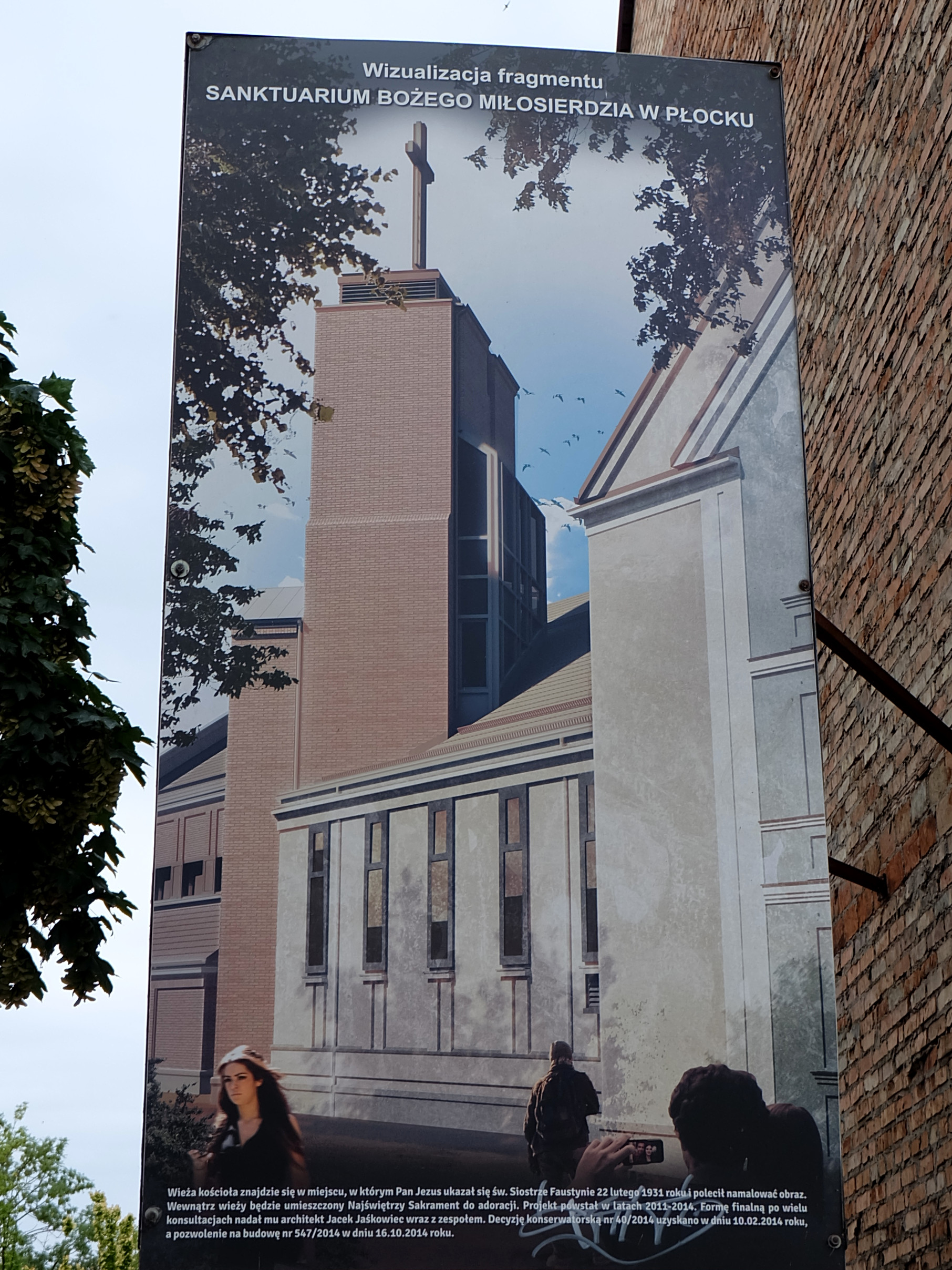
Wizualizacja wieży nowej świątyni
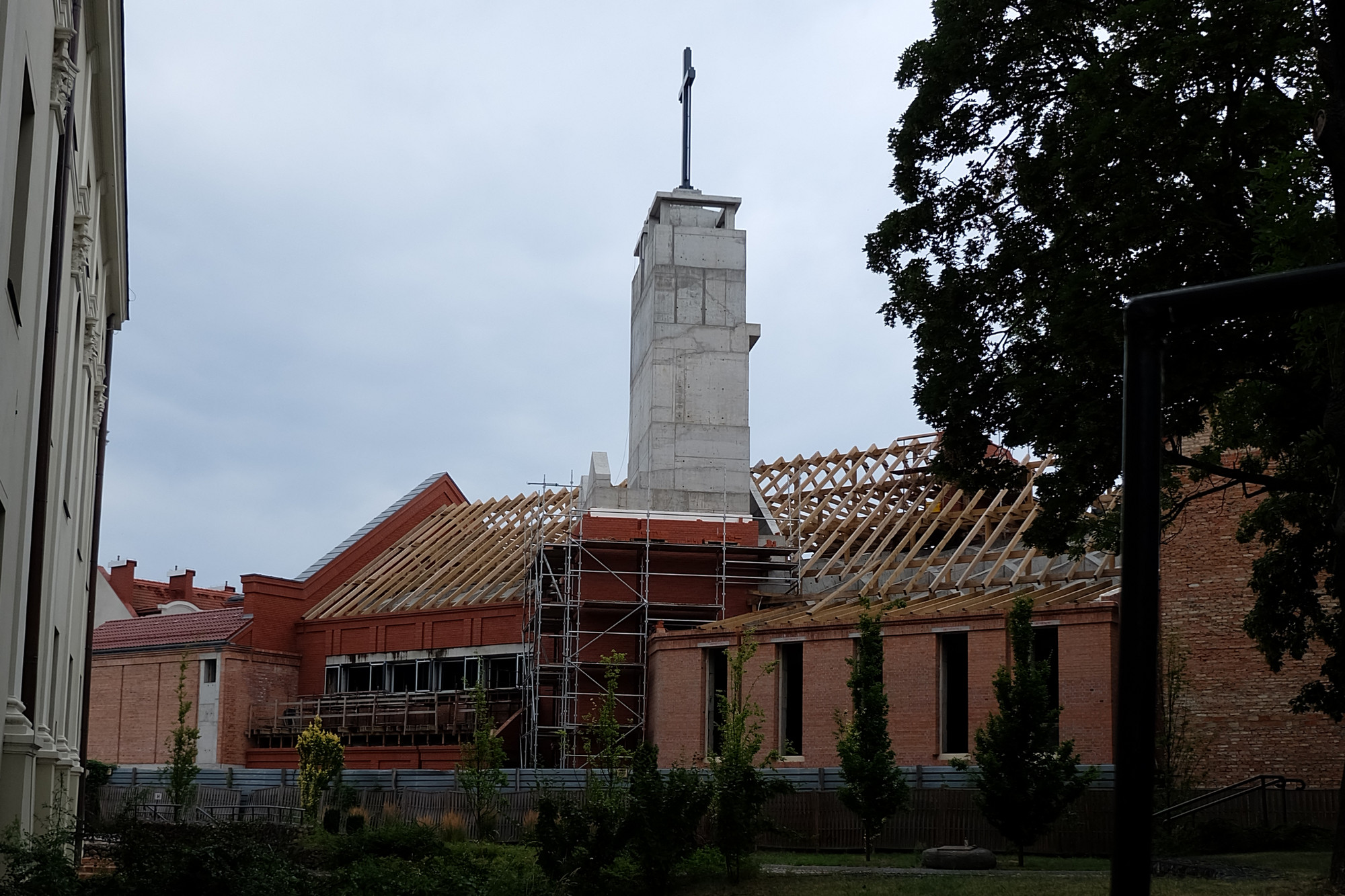
Stan budowy na dzień 13 lipca 2019
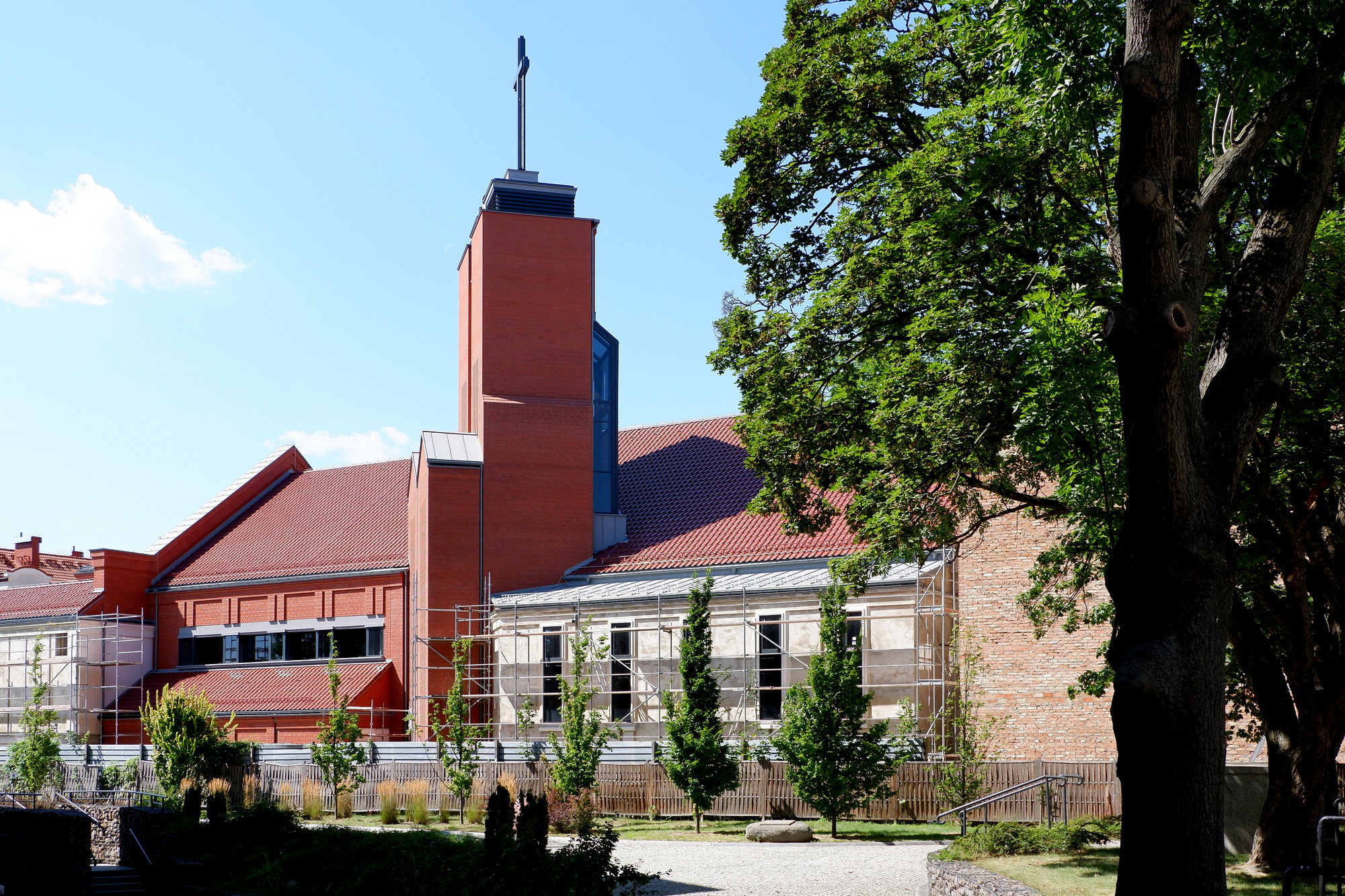
Stan budowy na dzień 13 sierpnia 2020